# Noel Gallagher
Noel Thomas David Gallagher (29 de maig de 1967) és un músic de rock britànic, compositor i guitarrista principal del grup Oasis.
Va néixer a Burnage, un barri obrer de Manchester, Anglaterra, fill de pares irlandesos. Va començar a tocar la guitarra als 8 anys, i a compondre als 14 anys.
Ja de nen destacaven les seves enormes i poblades celles, el que li va valer el sobrenom de "Brezhnev" (president de l'URSS en aquell moment, el qual tenia també unes desmesurades celles). Va ser un noi bastant introvertit, problemàtic i afligit d'una dislèxia que es fa palesa en escoltar-lo parlar.
Toca la guitarra amb la dreta sent esquerrà, ja que quan li van regalar la seva primera guitarra no tenia qui li ensenyés a canviar les cordes de lloc.
Va ser seduït per la música a causa d'un grup per al qual treballava com roadie, Inspiral Carpets. El seu germà Liam, més interessat a barallar-se i en les noies, va quedar perplex el dia que Noel va dur-lo a veure un concert de The Stone Roses. Mentre Noel malvivia fora de casa en diversos treballs i fent de roadie per a diversos grups, Liam formava al costat d'uns amics la banda The Rain. Noel es va unir a Oasis quan ja estava format (The Rain, grup format per Liam, i la resta de membres originaris; Bonehead, Guigsy i Tony McCarroll), però va posar els fonaments perquè creixés.
Ha col·laborat musicalment amb grups com The Chemical Brothers, Paul Weller, Paul McCartney, Travis, Goldie, The Who, Black Crowes, Tailgunner, Cornershop, Stereophonics o Coldplay.
El 5 de juny de 1997, es va casar amb Meg Matthews. La cerimònia es va portar a terme en una església de Las Vegas, Nevada. Posteriorment es va divorciar d'ella. Ambdós comparteixen una filla fruit del matrimoni que es diu Anaïs, va néixer el 27 de gener del 2000.
El 29 d'agost de 2009 anuncià que abandonava la banda musical Oasis per discrepàncies amb el seu germà Liam. El detonant va ser una altra baralla just abans d'un concert al festival Rock en Seine, a París.
El 2010 funda la banda Noel Gallagher's High Flying Birds, amb la qual ha editat quatre discos d'estudi i un de recopilatori entre els anys 2011 i 2023. Es tracta d'una banda de rock alternatiu en què ha comptat amb ex membres d'Oasis com Gem Archer i Chris Sharrock.
El 27 d'agost de 2024, Noel Gallagher i el seu germà Liam anuncien la reunificació de la banda Oasis en una gira que a partir de l'estiu de 2025 els durà a la Gran Bretanya, Irlanda, Canadà, Estats Units, Mèxic i Austràlia.